# フェイディヴァ・ド・トゥールーズ
フェイディヴァ・ド・トゥールーズ（フランス語：Faidiva de Toulouse, 1133年ごろ - 1154年）は、サヴォイア伯ウンベルト3世の最初の妃。名はFaydiva、Fédideとも綴られる。
フェイディヴァはトゥールーズ伯アルフォンス・ジュルダンとフェイディヴァ・ドゥゼの娘として1133年ごろに生まれた。1151年1月にサヴォイア伯ウンベルト3世と結婚した。フェイディヴァは1154年に死去、2人の間に子供はいなかった。ウンベルト3世は翌年にジェルトリュード・ダルザスと再婚した。